# GIMPshop
GIMPshop es una modificación libre y open source del programa gráfico GNU Image Manipulation Program (GIMP), con el propósito de replicar Adobe Photoshop. Su principal propósito fue hacer que los usuarios de Photoshop se sintieran cómodos usando GIMP. De acuerdo con el desarrollador:

Mi propósito original para GIMPshop fue hacer a GIMP accesible a los muchos usuarios que existen de Adobe Photoshop. Espero haberlo logrado. Y en el trayecto, espero convertir a un pirata de Photoshop en un usuario GIMP.

## Historia
GIMPshop fue creado por Scott Moschella de Next New Networks (previamente Attack of the Show!) como un fork no oficial de GIMP. Sin embargo, encontró resistencia de los desarrolladores principales de GIMP, debido a los métodos que empleó para implementar sus hacks.
GIMPshop fue desarrollado para Mac OS X a través de un archivo binario. Fue de igual modo portado a Windows, Linux y Solaris. Sin embargo, actualmente en la página de GIMPshop, los vínculos para Windows no existen, los de Mac llevan al proyecto Gimp on OS X y los de Linux apuntan al sitio de descarga de Ubuntu para Gimp. Por lo que Gimpshop ya no se encuentra disponible en realidad.

## Características
GIMPshop compartía las características de GIMP: ser personalizable y estar disponible en múltiples plataformas, mientras que ganó ciertas críticas con respecto a la interfaz de usuario; GIMPShop modificaba la estructura de los menús para parecerse más a Photoshop y ajustó la terminología del programa para corresponder la de Adobe. Debido a esos cambios, muchos tutoriales de Photosphop podían seguirse de desde GIMPShop sin modificación, mientras que otros se adaptaban con mínimo esfuerzo. Todos los plugins de GIMP permanecían disponibles.
Al estar basado en GIMP, GIMPshop no puede generar los archivos CMYK por sí solo. Los usuarios que necesiten generar separaciones de color requieren software adicional, debido a que las impresiones comerciales requieren CMYK, en vez de canales de color RGB. Una solución está disponible mediante el plugin Separate+, lo que no se incluía en la instalación base.
En la versión de Windows, GIMPshop usaba un plugin llamado Deweirdifyer para combinar las diversas ventanas de la aplicación en una manera muy similar al sistema MDI usado por la mayoría de paquetes gráficos para Windows. Esto añadía una ventana unificada de fondo que contenía la interfaz gráfica completa de GIMPShop.
Para Mac OS X, GIMPshop era solo compatible con Panther (10.3.x) y Tiger (10.4.x). Y requería X11.app (basado en el protocolo de X Window System) para el render de la interfaz. En 2019, Gimpshop no es compatible con las versiones de Mac OS X.

## Estatus
GIMPshop se basó en el antiguo GIMP 2.2.11, y está muy obsoleto en comparación con el código y las funcionalidades del GIMP de 2019 (Gimp 2.10). Para mantenerlo usable, muchos usuarios han tenido que actualizarlo ellos mismos Debido a problemas pendientes sobre los derechos del nombre GIMPShop y una disputa con el individuo que compró el dominio gimpshop.com, los planes para actualizarlo están pendientes como explica Moschella:

Ni dos días después de que la versión de OS X fue liberada y difundida viralmente, alguien que no soy yo compró "Gimpshop.com", puso un sitio con links a mis archivos y comenzó a poner SPAM y publicidad - MUCHA PUBLICIDAD-. Pronto, había botones de donación, mi nombre en el título del sitio y muchas más estafas, haciéndolo ver como mi sitio.

Le pedí al propietario que se detuviera de poner vínculos a mis archivos (y consumir mi ancho de banda), así que se hospedó en otro lado. Igualmente, cuestioné sus motivos y me dijo que era solo un fan con un "fansite" a mi producto.

Han pasado cinco años, el software se estancó (en gran parte debido a que me desanimé gracias al recolector de ganancias que me venció, robó mi tráfico y botó mi sitio al segundo resultado a la hora de buscar "GIMPShop"). Pensé que dicha persona se daría por vencida si dejaba el proyecto estancado, pero eso no ha pasado.